# Hrvatski vladari
Ovdje su navedeni vladari koji su imali vlast nad područjem današnje Republike Hrvatske i susjednih država s autohtonim hrvatskim stanovništvom, počevši od doseljenja Hrvata na današnje prostore do danas.

## Ranosrednjovjekovna hrvatska država
Nastanak hrvatske države se zbog nedostatka vrela može pratiti tek od kraja 8. i početka 9. stoljeća. Širenjem franačke vlasti potkraj 8. stoljeća prema europskom jugoistoku, hrvatski se prostor cijepa na područje pod franačkom i bizantskom vrhovnom vlašću, što će se još stoljećima održavati na odvojenost obale i zaleđa. Bogatija vrela iz druge polovice 9. stoljeća svjedoče o već uspostavljenoj vlastitoj državnosti za kneza Trpimira (oko 845. – 864. Trpimirova darovnica), kada je franačka vrhovna vlast samo nominalna. Ona je posve otpala za kneza Branimira.

### Hrvatski knezovi (do 925.)
| Panonska Hrvatska | Panonska Hrvatska | Panonska Hrvatska |
| Vladar            | Vladavina         | Napomena          |
| ----------------- | ----------------- | ----------------- |
| Vojnomir          | 791. – oko 810.   |                   |
| Ljudevit Posavski | oko 810. – 823.   | nećak kneza Borne |
| Ratimir           | 829. – 838.       |                   |
| Braslav           | 880. – oko 896.   |                   |

| Primorska Hrvatska         | Primorska Hrvatska                   | Primorska Hrvatska |
| Vladar                     | Vladavina                            | Napomena |
| -------------------------- | ------------------------------------ | --- |
| Otac Porge (ime nepoznato) | prva polovica 7. st. ili 630. – 638. | Prvi poznati arhont Hrvata, vladao u trenutku pobjede nad Avarima i Heraklijevog dopuštenja naseljavanja rimske provincije Dalmacije |
| Porga                      | prva polovica 7. st. ili 640. – 680. | Prvo pokrštavanje Hrvata |
| Višeslav                   | druga polovica 8. st. – oko 803.     | |
| Borna                      | oko 810. – 821.                      | vazal franačkog cara Karla Velikog                                                                                                   |
| Vladislav                  | 821. – 835.                          | Po nekima vladao do 823. |
| Ljudemisl                  | 823.? – 835.?                        | Po nekim izvorima. |
| Mislav                     | oko 835. – oko 845.                  | |
| Trpimir I.                 | oko 845. – 864.                      | Osnivač dinastije Trpimirovića |
| Zdeslav                    | 864.                                 | sin Trpimira prvog |
| Domagoj                    | 864. – 876.                          | zbacio bratića Zdeslava |
| Iljko                      | 876. – 876./878.                     | Domagojev sin |
| Zdeslav                    | 876./878. – 879.                     | opet na prijestolju |
| Branimir                   | 879. – oko 892.                      | |
| Muncimir (Mutimir)         | oko 892. – oko 910.                  | mlađi Zdeslavov brat |
| Tomislav                   | oko 910. – 925.                      | sin Muncimira |

### Hrvatska u doba narodnih kraljeva (925. – 1102.)
| Vladar               | Slika | Vladavina                     | Napomena |
| -------------------- | ----- | ----------------------------- | --- |
| Trpimirovići         |       |                               | |
| Tomislav             |       | oko 925. – oko 928.           | Kao knez porazio Mađare, te ujedinio obje hrvatske zemlje u jedno snažno državno tijelo. Papa Ivan X. 925. godine naziva Tomislava hrvatskim kraljem. Nije poznato je li Tomislav krunjen, od koga i gdje. |
| Trpimir II.          |       | oko 928. – oko 935.           | Vjerojatno Tomislavov brat. |
| Krešimir I.          |       | oko 935. – oko 945.           | Vjerojatno Trpimirov sin. Hrvatsko Kraljevstvo još uvijek na prijašnjoj visini i moći. |
| Miroslav             |       | oko 945. – 949.               | U ratu za prijestolje 949. ban Pribina zbacio kralja Miroslava i doveo Mihajla Krešimira II. Miroslav je umoren.                                                                                           |
| Mihajlo Krešimir II. |       | 949. – oko 969.               | Obnovio hrvatsku moć. Njegova žena bila je Jelena Slavna. Jelena Slavna je vladala nekoliko godina kao regentkinja kralja Stjepana Držislava.                                                              |
| Stjepan Držislav     |       | oko 969. – oko 997.           | Ostavio tri sina: Svetoslava, Krešimira i Gojslava. |
| Svetoslav Suronja    |       | oko 997. – oko 1000.          | Borio se s braćom za prijestolje. Mletački dužd Petar II. Orseolo zauzima gradove na obali. |
| Gojslav I.           |       | oko 1000. – oko 1020.         | Vladao s bratom Krešimirom III. |
| Krešimir III.        |       | oko 1000. – oko 1030.         | Vladao s bratom Gojslavom (oko 1000. – oko 1020.) |
| Stjepan I.           |       | oko 1030. – 1058.             | Započela obnova Hrvatskog Kraljevstva. Zavladao je dalmatinskim gradovima, jedino su Mlečani zakratko zavladali Zadrom.                                                                                    |
| Petar Krešimir IV.   |       | 1058. – 1074.                 | U vrijeme njegovog vladanja Hrvatska najrasprostranjenija. Vratio je vlast u dalmatinske gradove, čvrsto držao Posavsku Hrvatsku, vratio Bosnu, imao utjecaj na Neretvane, utemeljio Šibenik.              |
| Slavac               |       | 1030. – 1058. / 1091. – 1093. | Uzurpator. |
| Dmitar Zvonimir      |       | 1075. – 1089.                 | Okrunio ga papinski legat u Solinu. Oženjen Jelenom Lijepom, sestrom ugarskog kralja Ladislava. |
| Stjepan II.          |       | 1089. – 1091.                 | Posljednji Trpimirović. |
| Svačići (Snačići)    |       |                               | |
| Petar Snačić         |       | 1093. – 1097.                 | Dio velikaša izabrao je domaćega velikaša Petra, komu narodna predaja daje nadimak »Svačić«. Vjerojatno je bio iz plemena Kačića i rođak neretvanskog kneza Slavca.                                        |

## Personalna unija s Ugarskom (1102. – 1526.)
Nakon što je Koloman odustao od pokoravanja Hrvatske silom, jer je uvidio da tako neće osigurati trajnu i nesmetanu vlast u njoj, 1102. godine nagodio se s hrvatskim velikašima. Prema toj nagodbi, koja se naziva Pacta conventa, Hrvatska i Ugarska ostale su posebne države koje u državnu zajednicu veže kraljeva osoba (personalna unija). Koloman se obvezao na posebnu krunidbu za hrvatskoga kralja. Jedinstvo i državna posebnost hrvatskih zemalja, između ostalog, očitovala se u osobi bana, odnosno hercega kao kraljeva namjesnika. Ugarski vladari navedeni su s hrvatskim rednim brojevima.

### Dinastija Arpadovića (1102. – 1301.)
| Ime Vladavina                                               | Portret | Grb | Rođenje Roditelji                                  | Ženidba Potomstvo | Smrt                                     | Opaska                                   |
| ----------------------------------------------------------- | ------- | --- | -------------------------------------------------- | --- | ---------------------------------------- | ---------------------------------------- |
| Koloman 17. svibnja 1102. – 3. veljače 1116.                |         |     | 1070./1074. Gejza I. i Sofija                      | (1) Felicija Sicilska 1097 četvero djece (2) Eufemija Kijevska 1104 jedno dijete                                                       | 3. veljače 1116. 42 – 46 godina          | sin od brata od žene od Dmitra Zvonimira |
| Stjepan II. 3. veljače 1116. – 1. ožujka 1131.              |         |     | 1101. Koloman i Felicija Sicilska                  | Kristina Kapuanska bez potomstva | 1. ožujka 1131. 30 godina                | sin od Kolomana                          |
| Bela II. Slijepi 1. ožujka 1131. – 13. veljače 1141.        |         |     | 1109. Almoš Ugarski i Predslava Kijevska           | Jelena Vukanović 28. travnja 1127. šestero djece                                                                                       | 13. veljače 1141. 32 godine              | bratić od Stjepana II.                   |
| Gejza II. 13. veljače 1141. – 31. svibnja 1162.             |         |     | 1130. Bela I. i Jelena Vukanović                   | Eufrozina Kijevska 1146. sedmero djece                                                                                                 | 31. svibnja 1162. 32 godine              | sin od Bele II.                          |
| Stjepan III. 31. svibnja 1162. lipanj 1162.                 |         |     | 1147. Gejza I. i Eufrozina Kijevska                | Agneza Austrijska 1168. jedno dijete                                                                                                   | 4. ožujka 1172. 25 godina                | sin od Gejze II.                         |
| Ladislav II. lipanj 1162. – 14. siječnja 1163.              |         |     | 1131. Bela I. i Jelena Vukanović                   | Judita Poljska 1097 jedno dijete | 14. siječnja 1163. 32 godine             | brat od Gejze II.                        |
| Stjepan IV. 27. siječnja 1163. – 19. lipnja 1163.           |         |     | 1133. Bela I. i Jelena Vukanović                   | Marija Komnena 1156. bez potomstva | 11. travnja 1165. Zemun 32 godine        | brat od Gejze II.                        |
| Bela III. 4. ožujka 1172. – 23. travnja 1196.               |         |     | 1148. Gejza I. i Eufrozina Kijevska                | (1) Agneza Antiohijska 1172. šestero djece (2) Margareta Francuska 1186. bez potomstva                                                 | 23. travnja 1196. 48 godina              | sin od Gejze II.                         |
| Emerik 23. travnja 1196. – 30. studenoga 1204.              |         |     | 1174. Bela II. i Ana od Chatillona                 | (1) Konstanca Aragonska 1198. jedno dijete                                                                                             | 30. studenoga 1204. 30 godina            | sin od Bele III.                         |
| Ladislav III. 30. studenoga 1204. – 7. svibnja 1205.        |         |     | 1199. Emerik i Konstanca Aragonska                 | neoženjen | 7. svibnja 1205. 5 – 6 godina            | sin od Emerika                           |
| Andrija I. 7. svibnja 1205. – 21. rujna 1235.               |         |     | 1177. Bela II. i Ana od Chatillona                 | (1) Gertruda Meranska 1203. petero djece (2) Jolanda de Courtenay 1215 jedno dijete (3) Beatrice d'Este 14. svibnja 1234. jedno dijete | 21. rujna 1235. 58 godina                | sin od Bele III.                         |
| Bela IV. 21. rujna 1235. – 3. svibnja 1270.                 |         |     | 29. studenoga 1206. Andrija I. i Gertruda Meranska | Marija Laskaris 1218. desetero djece                                                                                                   | 3. svibnja 1270. Margitin otok 63 godine | sin od Andrije I.                        |
| Stjepan V. 3. svibnja 1270. – 6. kolovoza 1272.             |         |     | 18. listopada 1239. Bela III. i Marija Laskaris    | Elizabeta Kumanska 1253. šestero djece                                                                                                 | 6. kolovoza 1272. 33 godine              | sin od Bele IV.                          |
| Ladislav IV. Kumanac 6. kolovoza 1272. – 10. srpnja 1290    |         |     | 5. kolovoza 1262. Stjepan VI. i Elizabeta Kumanska | (1) Elizabeta Sicilska 1272. bez potomstva                                                                                             | 10. srpnja 1290. Körösszeg 27 godina     | sin od Stjepana V.                       |
| Andrija III. Mlečanin 10. srpnja 1290. – 14. siječnja 1301. |         |     | 1265. Stjepan Postum i Tomasina Morosini           | (1) Fenena Kujavska 1290. jedno dijete (2) Agneza Austrijska 13. veljače 1296 bez potomstva                                            | 14. siječnja 1301. Budim 35 – 36 godina  | bratić od Andrije III.                   |

### Anžuvinska dinastija (1301. – 1395.)
| Ime Vladavina                                                            | Portret | Grb | Rođenje Roditelji                                         | Ženidba Potomstvo | Smrt                                   | Opaska                               |
| ------------------------------------------------------------------------ | ------- | --- | --------------------------------------------------------- | --- | -------------------------------------- | ------------------------------------ |
| Karlo I. Karlo Robert 14. siječnja 1301. – 16. srpnja 1342.              |         |     | 1288. Napulj Karlo Martel i Klemencija Habsburška         | (1) Marija Bitonska 1306. bez potomstva (2) Beatrica Luksemburška 24. lipnja 1318 jedno dijete (3) Elizabeta Poljska 6. srpnja 1320 Višegrad petero djece | 16. srpnja 1342. Višegrad 53–54 godine | unuk sestre od Ladislava IV. Kumanca |
| Ludovik I. Veliki 21. srpnja 1342. – 10. rujna 1382.                     |         |     | 5. ožujka 1326. Višegrad Karlo I. i Elizabeta Poljska     | (1) Margareta Luksemburška 3. kolovoza 1342. Visegrád bez potomstva (2) Elizabeta Kotromanić 20. lipnja 1353. Budim troje djece                           | 10. rujna 1382. Trnava 56 godina       | sin Karla I.                         |
| Marija 17. rujna 1382. – 31. prosinca 1385.                              |         |     | 14. travnja 1371. Budim Ludovik I. i Elizabeta Kotromanić | Žigmund Luksemburški 1. studenoga 1385. Budim jedno dijete                                                                                                | 17. svibnja 1395. Buda 24 godine       | kći Ludovika I.                      |
| Karlo II. Drački 31. prosinca 1385. – 24. veljače 1386.                  |         |     | 1345. Napulj Ludovic Drački i Margareta od Sanseverina    | Margareta Dračka 24. siječnja 1369. Napulj troje djece | 24. veljače 1386. Višegrad 41 godina   | drugi bratić Ludovika I.             |
| Marija sa Žigmundom (1387. – 1437) 24. veljače 1386. – 17. svibnja 1395. |         |     | 14. travnja 1371. Budim Ludovik I. i Elizabeta Kotromanić | Žigmund Luksemburški 1. studenoga 1385. Budim jedno dijete                                                                                                | 17. svibnja 1395. Buda 24 godine       |                                      |

### Razne dinastije (1387. – 1526.)
| Ime Vladavina                                                          | Portret                                | Grb                                    | Rođenje Roditelji                                                    | Ženidba Potomstvo | Smrt                                   | Opaska                                 |
| Luksemburška dinastija (1387. – 1437.)                                 | Luksemburška dinastija (1387. – 1437.) | Luksemburška dinastija (1387. – 1437.) | Luksemburška dinastija (1387. – 1437.)                               | Luksemburška dinastija (1387. – 1437.)                                                                                                | Luksemburška dinastija (1387. – 1437.) | Luksemburška dinastija (1387. – 1437.) |
| ---------------------------------------------------------------------- | -------------------------------------- | -------------------------------------- | -------------------------------------------------------------------- | --- | -------------------------------------- | -------------------------------------- |
| Žigmund s Marijom (1387. – 1395.) 31. ožujka 1387. – 9. prosinca 1437. |                                        |                                        | 14. veljače 1368. Nürnberg car Karlo IV. i Elizabeta Pomeranska      | (1) Marija Anžuvinska 1. studenoga 1385. Budim jedno dijete (2) Barbara Celjska 6. prosinca 1405. Stolni Biograd dvoje djece          | 9. prosinca 1437. Znojmo 69 godina     | muž od Marije                          |
| Habsburgovci (1437. – 1439.)                                           |                                        |                                        |                                                                      | |                                        |                                        |
| Albert 18. prosinca 1437. – 27. listopada 1439.                        |                                        |                                        | 10. kolovoza 1397. Beč Albert IV. Austrijski i Ivana Sofija Bavarska | Elizabeta Luksemburška 19. travnja 1422. Beč četvero djece                                                                            | 27. listopada 1439. Neszmély 42 godine | zet od Žigmunda                        |
| Luksemburška dinastija (1439. – 1440.)                                 |                                        |                                        |                                                                      | |                                        |                                        |
| Elizabeta Luksemburška 27. listopada 1439. – 17. srpnja 1440.          |                                        |                                        | 7. listopada 1409. Višegrad Žigmund Luksemburški i Barbara Celjska   | Albert II. Habsburgovac 19. travnja 1422. Beč četvero djece                                                                           | 19. prosinca 1442. Jura 33 godine      | žena od Alberta, kći od Žigmunda       |
| Dinastija Jagelović (1440. – 1444.)                                    |                                        |                                        |                                                                      | |                                        |                                        |
| Vladislav I. 17. srpnja 1440. – 10. studenoga 1444                     |                                        |                                        | 31. listopada 1424. Krakov Vladislav II. Poljski i Sofija Holšanska  | neoženjen bez potomstva | 10. studenoga 1444. Varna 20 godina    | pastorak od mlađe kćeri od Ludovika I. |
| Habsburgovci (1444. – 1457.)                                           |                                        |                                        |                                                                      | |                                        |                                        |
| Ladislav V. Posmrtni 10. studenoga 1444 – 23. studenoga 1457           |                                        |                                        | 22. veljače 1440. Komárno Albert II. Habsburgovac i Elizabeta Češka  | neoženjen bez potomstva | 23. studenoga 1457. Prag 17 godina     | sin Alberta I.                         |
| Dinastija Hunjadi (1458. – 1490.)                                      |                                        |                                        |                                                                      | |                                        |                                        |
| Matija I. Dobri Kralj Matijaš 24. siječnja 1458. – 6. travnja 1490.    |                                        |                                        | 23. veljače 1443. Kolozsvár Janko Hunjadi i Elizabeta Szilágyi       | (1) Katarina Podjebradska 1. svibnja 1463. Budim bez potomstva (2) Beatrica Aragonska 22. prosinca 1476. Stolni Biograd bez potomstva | 6. travnja 1490. Beč 47 godina         | sin od regenta od Ladislava V.         |
| Dinastija Jagelovići                                                   |                                        |                                        |                                                                      | |                                        |                                        |
| Vladislav II. 15. srpnja 1490. – 13. ožujka 1516.                      |                                        |                                        | 1. ožujka 1456. Krakow Kaziir IV. i Elizabeta Austrijska             | Ana od Foixa 29. rujna 1502. Stolni Biograd dvoje djece                                                                               | 13. ožujka 1516. Budim 60 godina       | sin od sestre od Ladislava V.          |
| Ludovik II. 13. ožujka 1516 – 29. kolovoza 1526                        |                                        |                                        | 1. srpnja 1506. Budim kralj Vladislav II. i Ana od Foixa             | Marija Habsburška 22. srpnja 1515. Beč bez potomstva                                                                                  | 29. kolovoza 1526. Mohač 20 godina     | sin Vladislava II.                     |
| Dinastija Zapolja                                                      |                                        |                                        |                                                                      | |                                        |                                        |
| Ivan Zapolja 11. studenoga 1526. – srpanj 1540.                        |                                        |                                        | 1487. Spiški dvorac Stjepan Zapolja i Hedviga Pjastović              | Izabela Jagelović 2. ožujka 1539. Stolni Biograd jedno dijete                                                                         | srpanj 1540. Sebeş 53 godine           | muž od unuke od sestre od Ladislava V. |

## Habsburška dinastija (1527. – 1780.)
| Ime Vladavina                                             | Portret | Grb | Rođenje Roditelji                                                                | Ženidba Potomstvo | Smrt                                      | Opaska                            |
| --------------------------------------------------------- | ------- | --- | -------------------------------------------------------------------------------- | --- | ----------------------------------------- | --------------------------------- |
| Ferdinand I. 1. siječnja 1527. – 25. srpnja 1564.         |         |     | 10. ožujka 1503. Alcalá de Henares Filip I. Kastiljski i Ivana I. Kastilijska    | Ana Jagelović 26. svibnja 1521. Linz petnaestero djece | 25. srpnja 1564. Beč 61 godina            | muž od sestre od Ludovika II.     |
| Maksimilijan 26. srpnja 1564. – 12. listopada 1576.       |         |     | 31. srpnja 1527. Beč kralj Ferdinand I. i Ana Jagelović                          | Marija Španjolska 13. rujna 1548 Valladolid petnaestero djece | 12. listopada 1576. Regensburg 49. godina | sin od Ferdinanda I.              |
| Rudolf 12. listopada 1576. – 26. lipnja 1608.             |         |     | 18. srpnja 1552. Beč kralj Maksimilijan i Marija Španjolska                      | Neoženjen | 20. siječnja 1612. Prag 59 godina         | sin od Maksimilijana              |
| Matija II. 26. lipnja 1608. – 20. ožujka 1619.            |         |     | 24. veljače 1557. Beč kralj Maksimilijan i Marija Španjolska                     | Ana Tirolska 4. prosinca 1611. Beč bez potomstva | 20. ožujka 1619. Beč 62 godine            | sin od Maksimilijana              |
| Ferdinand II. 20. ožujka 1619. – 15. veljače 1637.        |         |     | 9. srpnja 1578. Graz nadvojvoda Karlo II. i Marija Ana Bavarska                  | (1) Marija Ana Bavarska 23. travnja 1600. Graz sedmero djece (2) Eleonora Gonzaga 2. veljače 1622. Innsbruck bez potomstva                                                                                             | 15. veljače 1637. Beč 58 godina           | bratić od Matije II.              |
| Ferdinand III. 15. veljače 1637. – 2. travnja 1657.       |         |     | 13. srpnja 1608. Graz kralj Ferdinand II. i Marija Ana Bavarska                  | (1) Marija Ana Španjolska 20. veljače 1631. Beč šestero djece (2) Marija Leopoldina Austrijska 2. srpnja 1648. Linz jedno dijete (3) Eleonora Gonzaga 30. travnja 1651. Bečko Novo Mjesto četvero djece                | 2. travnja 1657. Beč 48 godina            | sin od Ferdinanda II.             |
| Ferdinand IV. 16. lipnja 1647. – 9. srpnja 1654.          |         |     | 8. rujna 1633. Graz kralj Ferdinand III. i Marija Ana Španjolska                 | neoženjen bez potomstva | 9. srpnja 1654. Beč 20 godina             | sin i suvladar od Ferdinanda III. |
| Leopold I. 2. travnja 1657. – 5. svibnja 1705.            |         |     | 9. lipnja 1640. Beč kralj Ferdinand III. i infanta Marija Ana Španjolska         | (1) Margareta Tereza Španjolska 12. prosinca 1666. Beč četvero djece (2) Klaudija Felicita Austrijska 15. listopada 1673. Graz dvoje djece (3) Eleonora Magdalena od Neuburga 14. prosinca 1676. Passau desetero djece | 5. svibnja 1705. Beč 64 godine            | sin od Ferdinanda III.            |
| Josip I. 5. svibnja 1705. – 17. travnja 1711.             |         |     | 26. srpnja 1678. Beč kralj Leopold I. i Eleonora Magdalena od Neuburga           | Wilhelmine Amalia od Braunschweig-Lüneburga 24. veljače 1699. Beč troje djece | 17. travnja 1711. Beč 32 godine           | sin od Leopolda I.                |
| Karlo III. 17. travnja 1711. – 20. listopada 1740.        |         |     | 1. listopada 1685. Beč kralj Leopold I. i Eleonora Magdalena od Neuburga         | Elizabeta od Braunschweig-Wolfenbüttela 1. kolovoza 1708. Barcelona četvero djece | 20. listopada 1740. Beč 55 godina         | sin od Leopolda I.                |
| Marija Terezija 20. listopada 1740. – 29. studenoga 1780. |         |     | 13. svibnja 1717. Beč kralj Karlo III. i Elizabeta od Braunschweig-Wolfenbüttela | Franjo Stjepan Lotarinški 12. veljače 1736. Beč šesnaestero djece | 29. studenoga 1780. Beč 63 godine         | kći od Karla III.                 |

## Habsburško-lotarinška dinastija (1780. – 1918.)
| Ime Vladavina                                                     | Portret | Grb | Rođenje Roditelji                                                                         | Ženidba Potomstvo | Smrt                                          | Opaska                                  |
| ----------------------------------------------------------------- | ------- | --- | ----------------------------------------------------------------------------------------- | --- | --------------------------------------------- | --------------------------------------- |
| Josip II. 29. studenoga 1780. – 20. veljače 1790.                 |         |     | 13. ožujka 1741. Beč Franjo I., car Svetog Rimskog Carstva i Marija Terezija Austrijska   | (1) Izabela od Parme 6. listopada 1760. Beč dvoje djece (2) Marija Josipa Bavarska 13. siječnja 1765. Beč bez potomstva                                     | 20. veljače 1790. Beč 48 godina               | sin Marije Terezije                     |
| Leopold II. 20. veljače 1790. – 1. ožujka 1792.                   |         |     | 5. svibnja 1747. Beč Franjo I., car Svetog Rimskog Carstva i Marija Terezija Austrijska   | infanta Marija Lujza Španjolska 5. kolovoza 1765. Innsbruck šesnaestero djece                                                                               | 1. ožujka 1792. Beč 44 godine                 | sin Marije Terezije                     |
| Franjo I. 1. ožujka 1792. – 2. ožujka 1835.                       |         |     | 12. veljače 1768. Firenca kralj Leopold II. i infanta Marija Lujza Španjolska             | (1) vojvotkinja Elizabeta od Württemberga (2) Marija Terezija Napuljska (3) Maria Ludovika od Austrije-Este (4) Karolina Augusta Bavarska trinaestero djece | 2. ožujka 1835. Beč 67 godina                 | sin Leopolda II.                        |
| Ferdinand V. Dobrohotni 2. ožujka 1835. – 2. prosinca 1848.       |         |     | 19. travnja 1793. Beč kralj Franjo I. i Marija Terezija Napuljska i Sicilska              | Marija Ana Savojska 27. veljače 1831. Beč bez potomstva | 29. lipnja 1875 Prag 82 godine                | sin od Franje I. odrekao se prijestolja |
| Franjo Josip I. 2. prosinca 1848. – 21. studenoga 1916.           |         |     | 18. kolovoza 1830. Schönbrunn, Beč nadvojvoda Franjo Karlo i princeza Sofija Bavarska     | princeza Elizabeta Bavarska 24. travnja 1854. Beč četvero djece                                                                                             | 21. studenoga 1916. Schönbrunn, Beč 86 godina | sin od brata od Ferdinanda V.           |
| Karlo IV. blaženi Karlo 21. studenoga 1916. – 29. listopada 1918. |         |     | 17. kolovoza 1887. Dvorac Persenbeug nadvojvod Oton Franjo i princeza Marija Josipa Saska | princeza Zita od Bourbon-Parme 21. listopada 1911. Schwarzau osmero djece                                                                                   | 1. travnja 1922. Funchal 34 godine            | unuk od brata od Franje Josipa I.       |

## Hrvatske zemlje pod mletačkom vlašću
Vidi članak Mletačka Republika i popis mletačkih duždeva.

## Hrvatske zemlje pod osmanskom vlašću
(Republika Hrvatska i susjedne države s autohtonim hrvatskim stanovništvom)
Turski sultani:
| - Mehmed II. (Osvajač) (1444. – 1445., 1451. – 1481.) - Bajazid II. (1481. – 1512.) - Selim I. (1512. – 1520.; kalif od 1517.) - Sulejman I. (Veličanstveni) (1520. – 1566.) - Selim II. (1566. – 1574.) - Murat III. (1574. – 1595.) - Mehmed III. (1595. – 1603.) - Ahmed I. (1603. – 1617.) - Mustafa I. (1617. – 1618.) - Osman II. (1618. – 1622.) - Mustafa I. (1622. – 1623.) - Murat IV. (1623. – 1640.) - Ibrahim I. (1640. – 1648.) - Mehmed IV. (1648. – 1687.) - Sulejman II. (1687. – 1691.) | - Ahmed II. (1691. – 1695.) - Mustafa II. (1695. – 1703.) - Ahmed III. (1703. – 1730.) - Mahmud I. (1730. – 1754.) - Osman III. (1754. – 1757.) - Mustafa III. (1757. – 1774.) - Abdul Hamid I. (1774. – 1789.) - Selim III. (1789. – 1807.) - Mustafa IV. (1807. – 1808.) - Mahmud II. (1808. – 1839.) - Abd-ul-Mejid (1839. – 1861.) - Abdul Aziz (1861. – 1876.) - Murad V. (1876.) - Abdul Hamid II. (1876. – 1909.) |

## Hrvatske zemlje pod francuskom vlašću

#### Bonaparte
- Napoleon (1809. – 1813.), car Ilirskih pokrajina i prekosavske Vojne krajine

## Hrvatska u Kraljevini SHS/Jugoslaviji

#### Karađorđevići
- Petar I. Karađorđević (1918. – 1921.)
- Aleksandar I. Karađorđević (1921. – 1934.)
- Petar II. Karađorđević (1934. – 1945.) – zbog njegove maloljetnosti vlada Namjesništvo pod vodstvom kneza Pavla Karađorđevića (1934. – 1941.). U ožujku 1945. ponovo je imenovano namjesništvo, koje je sklopilo sporazum s NKOJ odnosno Josipom Brozom Titom. Na sjednici ustavotvorne skupštine 29. studenoga 1945. potvrđeno je odluka AVNOJ-a od 29. studenoga 1943. i kralj je svrgnut te proglašena republika.

## Nezavisna Država Hrvatska

### Savoj-Aosta
Nakon Travanjskog rata, 10. travnja 1941. proglašena je Nezavisna Država Hrvatska, koja je bila marionetska država Sila Osovine. Ubrzo poglavnik Ante Pavelić i članovi vlade 15. svibnja 1941. donese tri zakonske odrebde o kruni Zvonimirovoj, čime NDH postaje kraljevina. Tri dana poslije potpisani su Rimski ugovori u kojima je određeno da će nova kraljevska loza biti iz dinastije Savoja-Aosta. Nakon kapitulacije Italije poglavnik Pavelić 10. listopada 1943. poništava članke iz rimskih ugovora o granici i vojsci, no ne i članak o novoj dinastiji.
| Slika | Vladar                        | Vladavina                    | Napomena |
| ----- | ----------------------------- | ---------------------------- | --- |
|       | Kralj Aimone Tomislav II.     | 18 .5. 1941. – 12. 10. 1943. | Koristi naslov Kralj Hrvatske, princ Bosne i Hercegovine, vojvoda Dalmacije, Tuzle i Knina, vojvoda od Spoleta i od Aoste (od 1942.), princ od Cisterna i od Belriguarda, markiz od Voghera i grof od Pondera. Hrvatsku je posjetio nekoliko puta potajno Osnovao je (Hrvatski) kraljevski stol u Firenci i kasnije u Rimu. Imao je više simboličnu vlast, zalagao se za priznanje države od Vatikana, dodjeljivao je plemićke naslove. Abdicirao je u korist svog novorođenog sina 1943. |
|       | Kraljević Amedeo Zvonimir II. | 12. 10. 1943. – 8. 5. 1945.  | Nakon abdikacije njegovog oca kao kralja, koji na njega prenosi sva prava i činjenicom da NDH nije ukinula odredbu o novoj dinastiji. Nosi pravo na naslov kralja, no nikada nije stupio na tu dužnost niti je priznat od države. |

## Poveznice
- Dodatak:Popis hrvatskih banova
- Hrvatski knezovi
- Predsjednici Predsjedništva Socijalističke Republike Hrvatske
- Predsjednik Republike Hrvatske

## Vanjske poveznice
- Hrvatski vladari od 626.
- s www.hr